# جون إل. ليال
جون إل. ليال (بالإنجليزية: John L. Leal)‏ هو طبيب أمريكي، ولد في 5 مايو 1858 في Andes, New York ‏ في الولايات المتحدة، وتوفي في 13 مارس 1914.